# Dope (Film)
Dope ist eine US-amerikanische Coming-of-Age-Tragikomödie von Rick Famuyiwa, die am 24. Januar 2015 im Rahmen des Sundance Film Festivals ihre Premiere feierte.

## Handlung

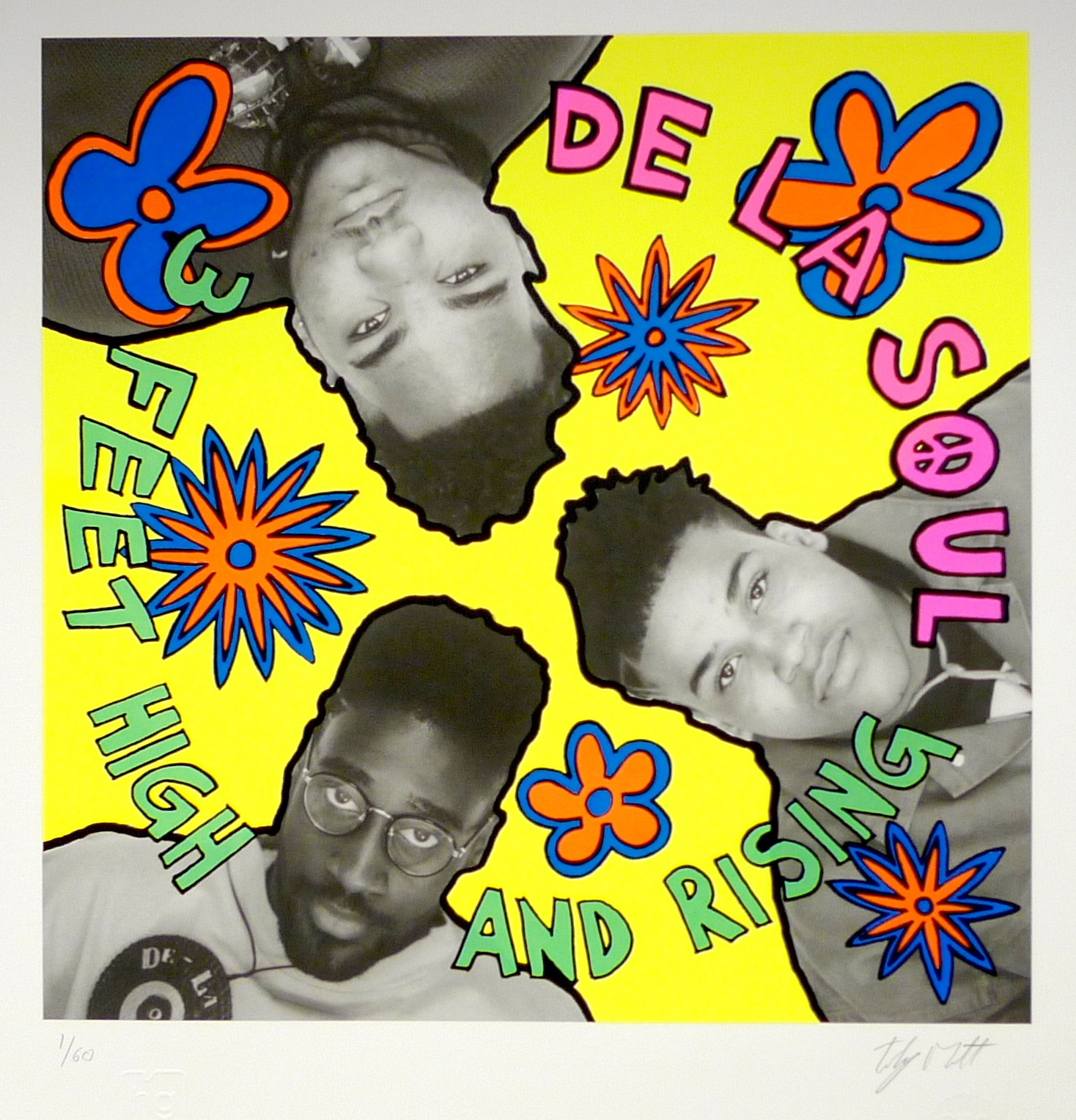
Poster von De La Soul hängen in Malcolms Zimmer, und er hört am liebsten Hip-Hop-Musik

Der intelligente Afroamerikaner Malcolm lebt in einem harten Viertel im kalifornischen Inglewood, in dem einem überall Gangster und Drogenhändler begegnen. Malcolm ist hier ein Außenseiter, und er zieht sich in eine scheinbar vergangene, bessere Welt zurück. Malcolm hat einen Flattop-Haarschnitt, hört alte Hip-Hop-Musik, trägt Vintage-Kleidung und fährt mit einem BMX-Rad durch die Gegend. Sein Kinderzimmer hat Malcolm sehr speziell eingerichtet. Es sieht darin aus, als seien die 1990er Jahre noch immer nicht vorbei. An den Wänden seines Zimmers hängen Poster von Eazy-E und De La Soul, und auf dem Boden stapeln sich Super-Nintendo-Spiele und Videokassetten mit alten Folgen von Yo! MTV Raps. Sein großer Traum ist es jedoch, an der Elite-Universität Harvard zu studieren. Doch noch steht er kurz vor seinem Schulabschluss.
Eines Nachts gehen Malcolm und seine besten Freunde, Kumpel Jib und die Lesbe Diggy, zwei ähnliche Nerds wie er selbst, gemeinsam auf eine Underground-Party des Drogendealers Dom. Malcolm hofft hier der hübschen Nakia näher zu kommen, die ein wenig älter als er und zudem Doms Freundin ist. Auf der Party wird jedoch eine Polizei-Razzia durchgeführt, so dass Dom mehrere Kilo Ecstasy in Malcolms Rucksack versteckt. Um Austin Jacoby, der Malcolms Harvard-Bewerbung beurteilen soll, aber auch ein Drogenhändler ist, nicht zu verärgern, wird Malcolm unerwartet vor eine schwierige Aufgabe gestellt, denn er soll die Drogen gewinnbringend verkaufen. Für ihn und seine Freunde beginnt ein turbulenter Spießrutenlauf, bei dem Malcolm erstmals mit dem Gesetz in Konflikt gerät. Mit Hilfe eines befreundeten Computer-Nerds entwickeln sie einen modernen Vertriebsweg. Er und seine Freunde verpacken das Ecstasy im Labor ihrer Schule und verschicken es über das Internet. Gezahlt wird hier mittels Bitcoins. Aus einem Nerd entwickelt sich ein junger Mann, der sich langsam selbst entdeckt. Der bisherige Ruf der drei Freunde an der Schule erweist sich zudem als äußerst gut für das Geschäft. Sie werden vom Sicherheitsmann an der Schulpforte durchgewinkt, wenn bei ihnen der Metalldetektor piepst oder der Drogenspürhund anschlägt, weil niemand vermuten würde, dass die harmlosen Nerds etwas mit Gangkriminalität zu tun haben könnten.

## Produktion

### Stab und Besetzung

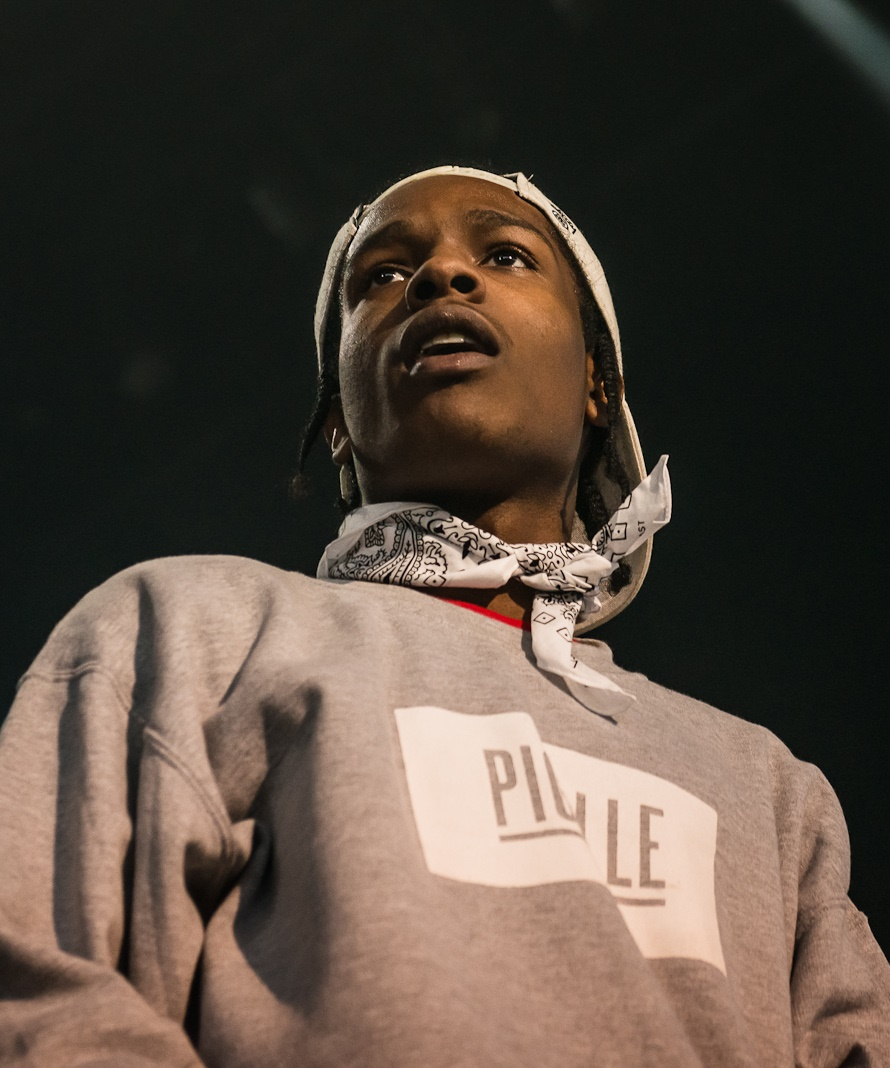
Der Rapper A$AP Rocky spielt im Film einen Drogendealer

An der Produktion und Ausführung des Films waren überwiegend Afroamerikaner beteiligt. Als Produzenten fungierten Forest Whitaker und Nina Yang Bongiovi. Es handelt sich um den dritten Film von Forest Whitaker's Significant Productions, der Produktionsfirma, mit der die beiden gemeinsam 2013 bereits die vielseits gelobte Filmbiografie Nächster Halt: Fruitvale Station, mit Michael B. Jordan in der Hauptrolle produziert hatten. Weil Dope auch Schwerpunkte auf die Musik legt, waren die Musiker Sean Combs (Puff Daddy) und Pharrell Williams ausführende Produzenten. Die Regie übernahm Rick Famuyiwa, der auch das Drehbuch zum Film schrieb und zuletzt in dieser Doppelfunktion für den Film Our Family Wedding, mit Whitaker in einer Hauptrolle, gearbeitet hatte und der 2010 in die Kinos kam. Die für ihre Arbeit an der Fernsehserie American Crime für einen Emmy nominierte Kim Coleman war für das Casting zuständig und arbeitete zeitgleich für den Film Chi-Raq.
Auch in der Besetzung finden sich überwiegend Afroamerikaner. Die Hauptrolle von Malcolm wurde mit Shameik Moore besetzt. Moore ist neben seinem Schauspiel auch Sänger und Tänzer und nahm zusammen mit Williams einige Songs für den Soundtrack des Films auf. Tony Revolori und Kiersey Clemons übernahmen die Rollen von Malcolms besten Freunden Jib und Diggy. Revolori war international durch seine Rolle des Hotelpagen Zéro in dem Oscar-prämierten Filmdrama Grand Budapest Hotel bekannt geworden. Die Rolle des Drogendealers Dom wurde mit dem Rapper A$AP Rocky besetzt, die seiner Freundin Nakia mit Zoë Kravitz. Der Rap- und Hip-Hop-Musiker Vince Staples ist im Film in einem Gastauftritt als eines von Doms Gang-Mitgliedern zu sehen. In der englischsprachigen Originalfassung fungiert Forest Whitaker als Erzähler.

### Filmmusik und Soundtrack
Die Filmmusik stammt von Germaine Franco.

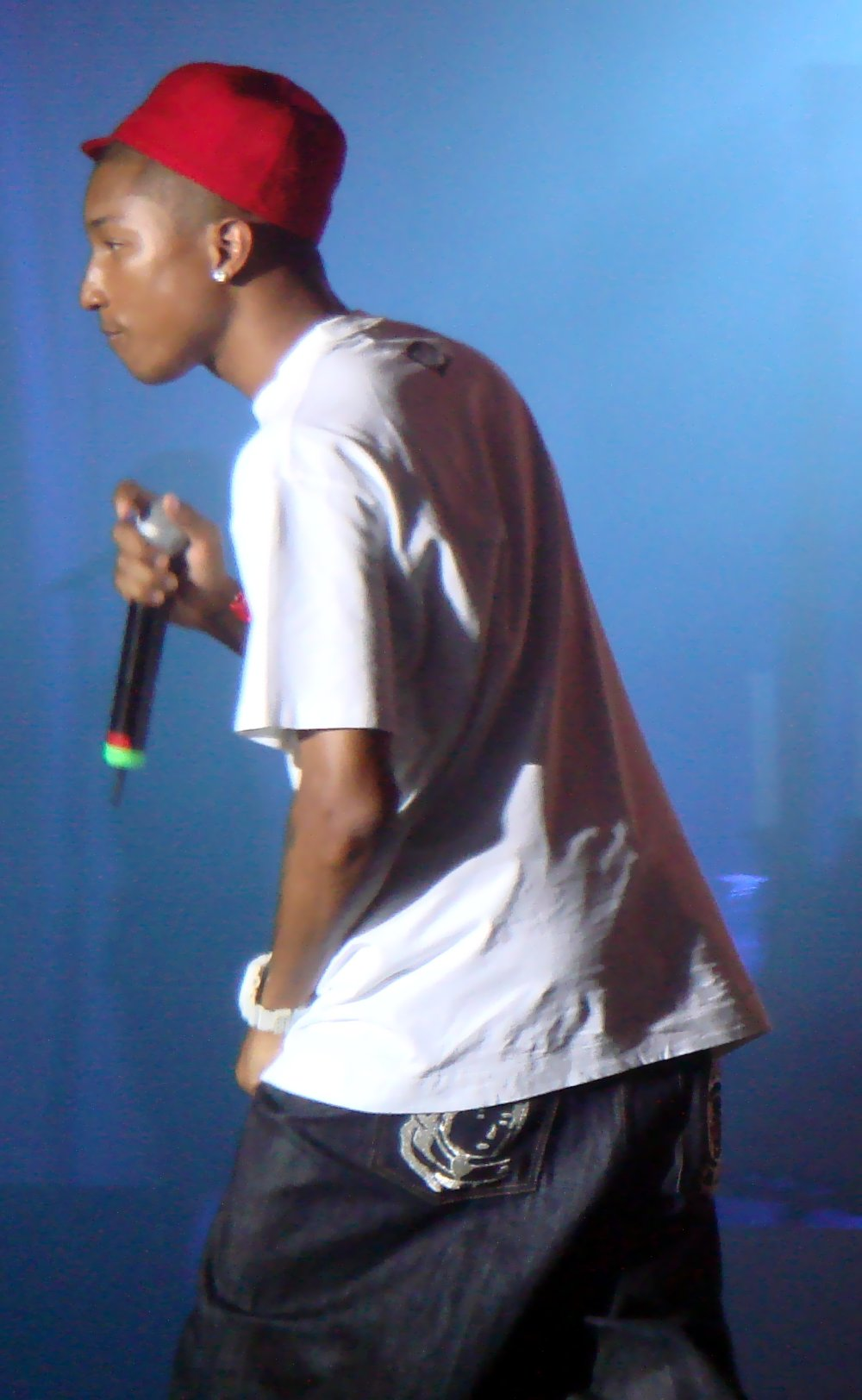
Der Soundtrack zum Film wurde von Pharrell Williams produziert

Der Soundtrack zum Film wurde von Pharrell Williams produziert, der auch einige Stücke geschrieben hat. Er wurde am 16. Juni 2015 veröffentlicht, hat eine Länge von 59:01 min und umfasst 15 Lieder. Die Lieder, die nicht von Williams geschrieben wurden stammen von Busta Rhymes, AMG und vielen anderen Künstlern. Zu hören sind Hip-Hop-Lieder der 1990er Jahre von Digable Planets, Digital Underground, Public Enemy, A Tribe Called Quest, Nas, Naughty by Nature. Williams produzierte den Soundtrack, weil der Film auch einen Schwerpunkt auf die Musik legt. Die vier von Williams stammenden Lieder schrieb dieser unter dem Pseudonym Awreeoh (gesprochen Oreo). Dies ist auch der Name der fiktionalen Hip-Hop-Punk-Band von Malcolm im Film. Die von Williams geschriebenen Lieder sind Can’t Bring Me Down, Don’t Get Deleted, Go Head und It’s My Turn Now. Zu Don’t Get Deleted wurde ein eigenes Musikvideo veröffentlicht. Hauptdarsteller Shameik Moore hatte zusammen mit Williams diese Lieder aufgenommen. Zudem veröffentlichte Hollywood Records ein Album mit Liedern, die vom Film inspiriert sind. Dieses Album hat eine Länge von 1:14:20 h und umfasst 18 Lieder, wovon zwei aus dem eigentlichen Dope-Soundtrack stammen und eines aus dem Film (Woo-Hah!! Got You All in Check), das nicht auf den Soundtrack enthalten ist.
Titelliste
1. Rebirth of Slick – Digable Planets
2. Can’t Bring Me Down – Awreeoh
3. The World Is Yours – Nas
4. Go Head – Awreeoh
5. Rebel Without a Pause – Public Enemy
6. Don’t Get Deleted – Awreeoh
7. Scenario – A Tribe Called Quest
8. Cocaina Shawty – Kap G
9. Poppin’ Off – Watch The Duck
10. The Humpty Dance – Digital Underground*
11. New Money – Buddy?
12. Hip Hop Hooray – Naughty by Nature*
13. Dirty Feeling – LolaWolf
14. Home Is Where the Hatred Is – Gil Scott-Heron**
15. It’s My Turn Now – Awreeoh***

* auch enthalten auf dem Album Dope Hip Hop Soundtrack: Music Inspired by the Film (2015)
** das Lied Home Is Where The Hatred Is von Gil Scott-Heron ist in einer zentralen Szene des Films zu hören.
*** It’s My Turn Now war einer der 74 Songs, die in die Shortlist für die Nominierungen in der Kategorie Bester Filmsong bei der Oscarverleihung 2016 aufgenommen wurden.

### Veröffentlichung
Der Film feierte am 24. Januar 2015 im Rahmen des Sundance Film Festivals seine Premiere. Am 22. Mai 2015 wurde der Film im Rahmen der Filmfestspiele von Cannes bei der Directors Fortnight präsentiert. Am 19. Juni 2015 kam der Film in ausgewählte US-amerikanische Kinos. In Deutschland wurde der Film erstmals am 26. Juni 2015 im Rahmen des Filmfests München gezeigt und kam am 28. Januar 2016 regulär in ausgewählte Kinos.
Dope war der erste Film, für den man Eintrittskarten mit Bitcoins kaufen konnte.

## Rezeption

### Kritiken
Der Film konnte 88 Prozent von 161 Kritikern bei Rotten Tomatoes überzeugen. Im Konsens heißt es dort: „Mit einer Leistung, die Shameik Moore zum Star macht, und einer erfrischend originellen Perspektive von Regisseur und Drehbuchautor Rick Famuyiwa, ist Dope eine intelligente und aufschlussreiche Unterhaltung.“ (original: „Featuring a starmaking performance from Shameik Moore and a refreshingly original point of view from writer-director Rick Famuyiwa, Dope is smart, insightful entertainment.“)
Susan Vahabzadeh von der Süddeutschen Zeitung beschreibt den Film als eine schnelle und auf Geschwindigkeit geschnittene, wüste Komödie über die Vorurteile, mit denen sich schwarze, sexuell nonkonform orientierte Jugendliche in den ganz schlechten Vierteln herumschlagen müssen. Vahabzadeh erkennt durch die drei porträtierten Außenseiter, die im Zentrum des Films stehen, eine Hommage an frühe Ghetto-Kids-Filmen wie Boyz n the Hood. Famuyiwa treibe im Film ein schönes Spiel mit Rollenklischees, da sich die meisten seiner Figuren nicht in die für sie vorgesehenen Verhaltensmuster fügen wollen.
Anke Sterneborg meint in epd Film, Famuyiwa stelle alle Erwartungen an die Hood und Filme, die darüber gemacht würden, auf erfrischend subversive Weise auf den Kopf: Die gewalttätig aggressiven Kids, die solche Filme sonst bevölkern, sind als Nebenfiguren nur Katalysatoren des Geschehens, während das Heldentrio wohlerzogen, eloquent, kreativ und zukunftsorientiert ist und dazu echten Retrocharme zelebriert, mit einer besonderen Vorliebe für High-Top-Frisuren, Blumenhemden, BMX-Räder, alte Fernsehserien, Vinylplatten, Kassettenrekorder und Garagenpunk.
Fabian Wolff meint bei SPIEGEL Online, dem Regisseur sei mit Dope eine Hymne auf schwarze Nerds gelungen, und der Film zeige damit eine Subkultur, die bislang zu selten im Kino und Fernsehen gezeigt wurde. Wolff bemerkt: Nicht nur die Figuren lieben die Neunziger, auch der Film selbst. Wie eine der vielen Tarantino-Imitationen der Indie-Welle schert sich das Drehbuch um keine Skriptregeln und hat vielleicht ein paar Wendungen zu viel. Regisseur Rick Famuyiwa benutzt Splitscreens, Rückspuleffekte und andere Tricks. Diese Energie reißt mit, überlädt den Film aber gelegentlich. Die Bilder selbst bleiben seltsam flach. [...] In manchen Momenten ist der Film klüger als sein pubertärter Protagonist, manchmal komplett auf seinem Niveau – Zeitlupeneinstellungen wackelnder Hintern inklusive.

### Einspielergebnis
Bei einem Budget von 700.000 US-Dollar hat der Film weltweit rund 18 Millionen US-Dollar eingespielt, den größten Teil in den USA (Stand 18. Juni 2016).

### Auszeichnungen (Auswahl)
Sundance Film Festival 2015
- Auszeichnung mit dem Editing Award – Dramatic (Lee Haugen)[17]
- Nominierung für den Grand Jury Prize – Dramatic (Rick Famuyiwa)

Filmfestspiele von Cannes 2015
- Nominierung für die Queer Palm (Rick Famuyiwa)

Image Award 2016
- Nominierung als Bester Film
- Nominierung für das Beste Drehbuch (Rick Famuyiwa)
- Nominierung für die Beste Regie – Film (Rick Famuyiwa)

Critics’ Choice Movie Awards Jan. 2016
- Nominierung als Bester Jungdarsteller (Shameik Moore)

Broadcast Film Critics Association Awards 2016
- Nominierung als Bester Jungschauspieler für den Critics Choice Award (Shameik Moore)

Black Reel Awards 2016
- Auszeichnung als Beste Nachwuchsschauspielerin (Breakthrough Performance) (Kiersey Clemons)
- Nominierung als Beste Nebendarstellerin – Film (Zoë Kravitz)
- Nominierung für die Beste Regie – Film (Rick Famuyiwa)
- Nominierung für das Beste Casting – Ensemble (Kim Coleman)
- Nominierung als Bester Nachwuchsschauspieler (Breakthrough Performance) (Shameik Moore)
- Nominierung als Beste Nachwuchsschauspielerin (Breakthrough Performance) (Chanel Iman)
- Nominierung als Beste Filmmusik (Germaine Franco)
- Nominierung für das Beste Originaldrehbuch oder adaptiertes Drehbuch – Film (Rick Famuyiwa)

Casting Society of America 2016
- Auszeichnung mit dem Artios für das Beste Casting in einem Low-Budget-Film – Comedy (Kim Coleman)

## Filmanalyse
Fabian Wolff von SPIEGEL Online meint, schwarze Nerds hätten jenseits von Steve Urkel kaum kulturelle Repräsentation: Sie entsprechen nicht dem, wie sich die weiße Umwelt schwarze Jugend vorstellt, passen oft auch nicht in traditionelle Männlichkeitsbilder vieler schwarzer Communities. Denn Malcolm und seine Freunde Digs und Jib lieben nicht nur die Neunziger, sondern auch jede Menge 'white people shit', den der Film zeigt: Anime, Skateboards, für die Schule lernen, sich fürs College bewerben. Die 'Jocks', die ihnen das Schulleben zum Spießrutenlauf machen, gehören Gangs an und haben manchmal auch Waffen.